# Mariaposching
Mariaposching è un comune tedesco di 1 434 abitanti, situato nel land della Baviera.